# كو ماتسوشيتا
كو ماتسوشيتا (باليابانية: 松下耕؛ بالكانا: まつした こう) هو مخرج جوقة وملحن ياباني، ولد في 16 أكتوبر 1962 في موساشينو في اليابان.

## وصلات خارجية
- الموقع الرسمي
- كو ماتسوشيتا على موقع ميوزك برينز (الإنجليزية)
- كو ماتسوشيتا على موقع ديسكوغز (الإنجليزية)